# Skansen

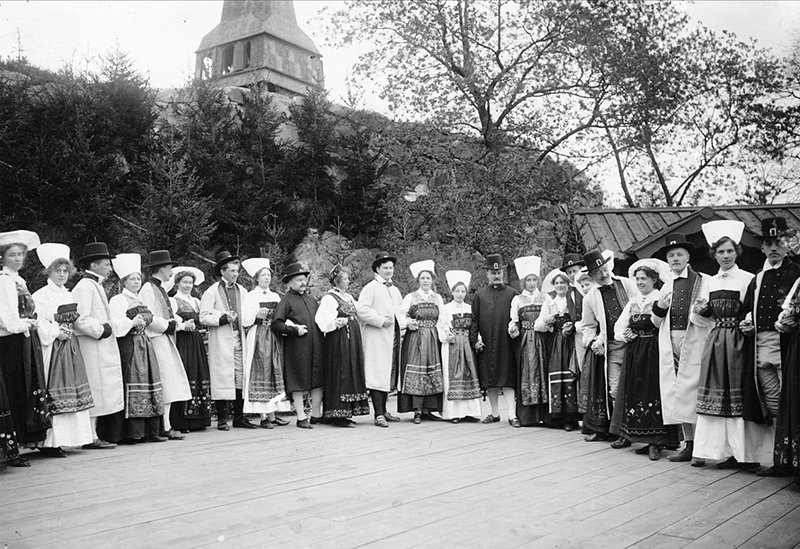
Danza folclórica, Skansen 1904.

Skansen es un museo al aire libre, así como un parque zoológico, situado en la isla de Djurgården en Estocolmo. Se fundó en 1891 por Artur Hazelius con el fin de mostrar el modo de vida en Suecia durante los últimos siglos.

## Historia
En el siglo XIX, Suecia, como mucho otros países europeos sufren profundos cambios. Su modo de vida muy rural deja paso a una sociedad industrializada, haciendo temer a mucha gente una pérdida de la historia, y de las tradiciones y hábitos nacionales. Artur Hazelius, que antes había fundado el Museo Nórdico sobre la isla de Djurgården, cerca del centro de Estocolmo, funda entonces el primer museo al aire libre del mundo sobre una colina vecina. Skansen formaba inicialmente parte del Museo Nórdico, pero se independizó en 1963. No obstante, los distintos objetos situados dentro de los edificios de Skansen pertenecen a dicho museo.

## Exhibición
Skansen agrupa alrededor de unas 150 construcciones procedentes de toda Suecia, desmontadas y luego vueltas a montar, pieza por pieza en su emplazamiento definitivo, dando una visión global sobre la vida en Suecia, pasando desde los humildes pueblos granjeros a las ricas residencias de la nobleza.
El museo presenta también una reproducción fidedigna de una pequeña ciudad con los talleres de los artesanos que trabajaban el cuero, la plata o también el vidrio. En el parque del museo, que se extiende sobre una superficie de 300.000 m², se encuentra un extenso zoológico que muestra un amplio abanico de animales escandinavos, así como algunas especies más exóticas.

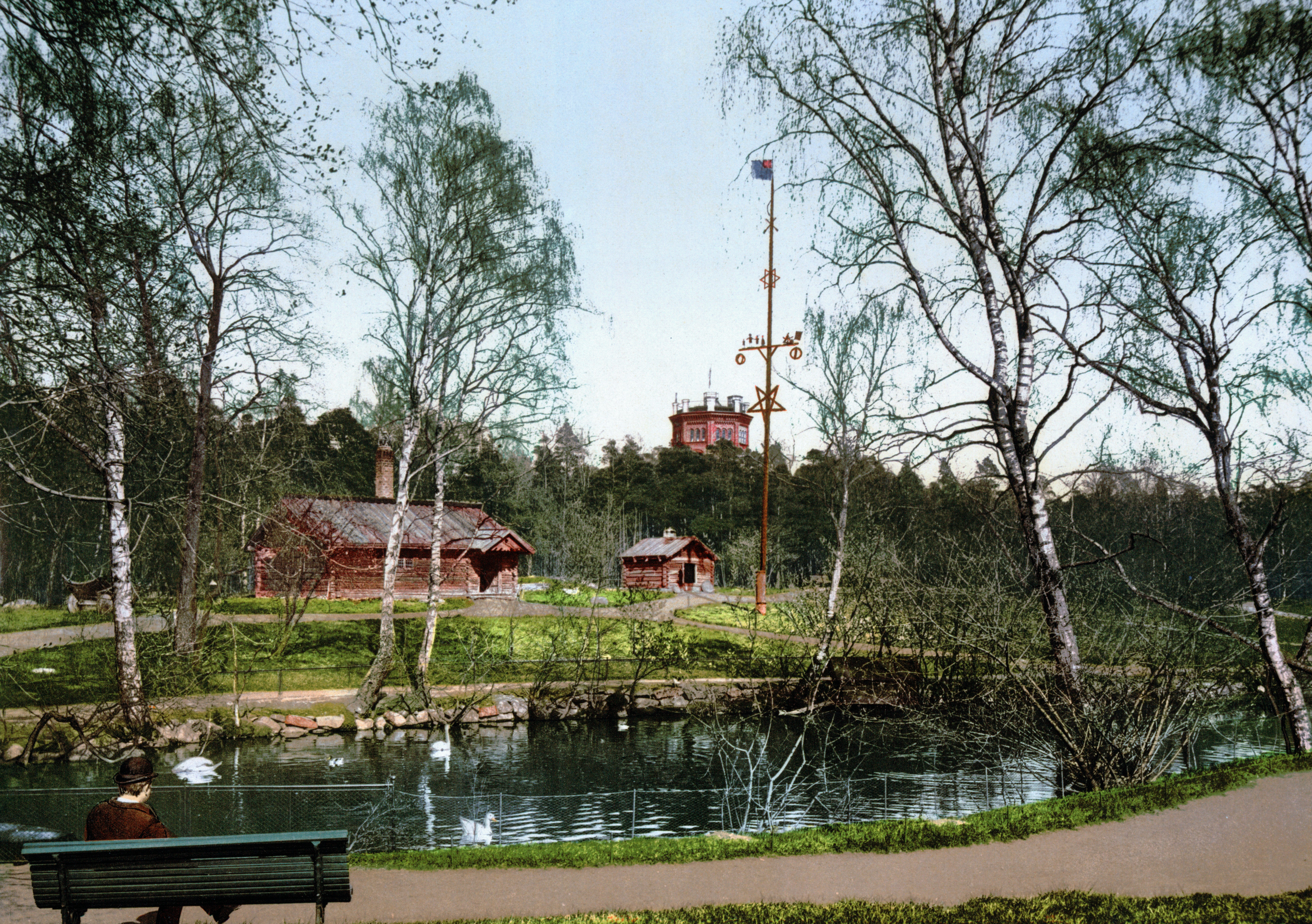
Una tarjeta postal de Skansen (1900), coloreada a mano.

Desde 1903, se instala a principios de diciembre en la parte central del museo un mercado navideño muy popular, que atrae a alrededor de 25.000 personas al día.
Durante el verano tiene lugar en Skansen el popular concierto Allsång på Skansen ("Canta con nosotros en Skansen"), retransmitido anualmente por la televisión pública sueca SVT.